# Procédure d'adhésion de la Pologne à l'Union européenne
La procédure d’adhésion de la Pologne à l'Union européenne est le processus qui a permis à la Pologne de rejoindre l'Union européenne le 1er mai 2004, lors de la première phase du cinquième élargissement de l'Union européenne. L'Union européenne s'est ainsi élargie à 25 États membre (la Pologne étant entré en même temps que 9 autres États).

## Historique

### Situation initiale
Le 16 septembre 1988, la Pologne et la Communauté européenne établissent des relations diplomatiques. Un an plus tard, le 19 septembre 1989 à Varsovie, un accord de coopération commerciale et économique est signé entre les deux.
Les changements politiques survenus après 1989 et la création de la Troisième République polonaise ont permis d'entamer les pourparlers de l'association de la Pologne des Communautés européennes. Les négociations formelles ont commencé le 22 décembre 1990 et se sont terminées le 16 décembre 1991 par la signature de l'accord d'association entre la République de Pologne et les Communautés européennes. Cet accord est entré en vigueur le 1er février 1994, trois mois après l'entrée en vigueur du traité sur l'Union européenne.

### Dépôt de candidature, vers les négociations
Le Conseil européen, réuni à Copenhague, a confirmé que les pays de l'Europe centrale et orientale se joindront à l'Union européenne après avoir rempli les critères économiques (critères de convergence) et politiques (critères de Copenhague). Le 5 avril 1994 Waldemar Pawlak a adressé à Theodoros Pangalos, ministre grec des Affaires étrangères et président en exercice du Conseil de l'Union européenne une lettre dans laquelle il demandait officiellement l'adhésion de la Pologne à l'Union européenne.

« Le Gouvernement de la République de Pologne a l'honneur de vous soumettre par la présente la demande d'adhésion à l'Union européenne adressée par la République de Pologne conformément à l'article O du traité sur l'Union européenne et de vous informer que la Pologne est disposée à entamer en temps voulu des négociations relatives à son admission. »

— Waldemar Pawlak, demande officielle d'adhésion de la Pologne à l'Union européenne
Lors du Conseil européen d'Essen des 9 et 10 décembre 1994, les États membres ont affirmé leur volonté d'élargissement aux pays associés et ont adopté une stratégie de pré-adhésion qui consiste en l'identification des domaines et des formes de coopération considérés comme essentiels pour accélérer l'intégration.
Cette stratégie, le Livre blanc Préparation des États associés de l'Europe centrale et orientale à leur intégration dans le marché intérieur de l'Union a été adoptée par le Conseil européen de Cannes de 1995. Il identifie les mesures prioritaires à adopter ainsi que la manière de transposer l'acquis communautaire. La Commission rend publique, sur le fondement de l'« agenda 2000 » – établi à partir des réponses du questionnaire qui avait été donné aux pays candidats, la liste des pays avec qui les négociations peuvent s'ouvrir rapidement.
Le Sejm a adopté la « stratégie nationale pour l'intégration » (SNI) en mai 1997. La SNI formule des tâches concrètes pour l'adhésion à l'UE et la façon dont elles doivent être mises en œuvre. Cette stratégie avait été élaborée par l'« Office pour l'intégration dans l'Union européenne ». Ses objectifs étaient donc d'accélérer et de diriger les travaux du gouvernement ainsi que d'aider à la sensibilisation de la société. Il prévoyait notamment la participation, à terme, à l'Union économique et monétaire. Le programme national de préparation à l'adhésion du 23 juin 1998 était adapté chaque année pour améliorer les stratégies de négociation.

### Négociations
D'après l'avis de la Commission européenne du 16 juillet 1997, le Conseil européen de Luxembourg des 12-13 décembre 1997 a décidé d'ouvrir les négociations d'adhésion avec cinq pays d'Europe centrale et orientale (Pologne, Tchéquie, la Hongrie, la Slovénie et l'Estonie), et Chypre.
Le processus d'élargissement de l'UE a été lancé lors d'une réunion du Conseil des affaires générales, le 30 mars 1998. Les négociations ont commencé le 31 mars 1998 à Bruxelles. Les présidents de l'équipe polonaise de négociation (Polskiego Zespołu Negocjacyjnego - PZN) ont été successivement : Jacek Saryusz-Wolski (1997-2001) et Danuta Hübner (2001-2004).
L'objectif des négociations était d'établir une position commune entre le Président du PZN et le commissaire européen à l'élargissement afin de la soumettre à la Commission européenne pour approbation. L'objectif des négociations était la préparation du traité d'adhésion, qui a été adopté à la dernière réunion de la Conférence intergouvernementale sur l'adhésion.

### Adhésion
Le traité d'adhésion, sous réserve de son approbation et de son adoption à la majorité absolue par le Parlement européen (9 avril 2003) et à l'unanimité par le Conseil de l'Union européenne (14 avril 2003), doit être ratifié par tous les États membres conformément à leurs exigences constitutionnelles respectives (en dehors de l'Irlande, où il a été ratifié par un référendum national, les autres États membres l'ont ratifié par la voie parlementaire). Le Traité est entré en vigueur après que la procédure de ratification de l'UE fut achevée. En Pologne, le processus d'adoption a eu lieu lors d'un référendum national, les 7 et 8 juin 2003. La question posée aux Polonais fut la suivante :

« Consentez-vous à l'adhésion de la République de Pologne à l'Union européenne ? »

— Question posée lors du référendum
Selon les résultats officiels de la Państwowa Komisja Wyborcza (Commission nationale des élections), 58,85 % des personnes pouvant voter se sont rendues aux urnes (soit 17 586 215 personnes sur les 29 868 474 pouvant voter), et parmi ceux-ci 77,45 % ont répondu « oui » à cette question (soit 13 516 612). 22,55 % d'entre eux (soit 3 936 012) ont répondu « non ». En outre il y a eu 126 194 bulletins nuls.
Le traité d'adhésion, qui est la base juridique pour l'adhésion des 10 pays d'Europe centrale et méridionale à l'Union européenne a été signé le 16 avril 2003 à Athènes.
Le 1er mai 2004 la Pologne est devenue membre à part entière de l'Union européenne avec neuf autres pays européens.

### Chronologie
| Date                | Évènement |
| ------------------- | --- |
| 16 septembre 1988   | Établissement de relations diplomatiques entre la Pologne et les Communautés européennes.                                                       |
| 14 juillet 1989     | Nomination au programme PHARE. |
| 19 septembre 1989   | Signature de l'accord sur le commerce et la coopération commerciale et économique.                                                              |
| 26 février 1990     | Nomination de l'ambassadeur de Pologne auprès des Communautés européennes, Jan Kułakowski.                                                      |
| 25 mai 1990         | La Pologne a présenté une proposition en vue d'entamer les négociations d'un accord d'association.                                              |
| 26 janvier 1991     | Nomination de l'agent du gouvernement pour l'intégration européenne et l'aide étrangère : Saryusz-Wolski.                                       |
| 16 décembre 1991    | Signature de l'accord d'association entre la Pologne et la Communauté européenne.                                                               |
| 1er mars 1992       | Entrée en vigueur des dispositions commerciales de l'accord d'association.                                                                      |
| 4 juillet 1992      | Ratification de l'accord européen par le Parlement polonais.                                                                                    |
| 16 juin 1992        | Ratification de l'accord européen par le Parlement européen.                                                                                    |
| 21-22 juin 1993     | Confirmation par le Conseil européen de Copenhague de l'adhésion des pays des PECO à l'UE (après qu'ils ont rempli les critères de Copenhague). |
| 7 mars 1994         | Première réunion du Conseil d'association UE - Pologne.                                                                                         |
| 5 avril 1994        | La Pologne dépose sa demande d'adhésion à l'UE à Athènes.                                                                                       |
| 9-10 décembre 1994  | Conseil européen d'Essen : adoption de la stratégie de pré-adhésion et confirmation de la volonté de l'UE de s'étendre aux pays associés.       |
| 26-27 juin 1995     | Confirmation de la stratégie du livre blanc Pologne-Union européenne.                                                                           |
| 3 octobre 1996      | Début des travaux du Comité d'intégration européenne.                                                                                           |
| 28 janvier 1997     | Adoption par le gouvernement polonais de la stratégie d'intégration nationale.                                                                  |
| 2 avril 1997        | Adoption par le Parlement polonais de la Constitution polonaise (l'article 90 concernant l'Europe).                                             |
| 12-13 décembre 1997 | Décision du Conseil européen de Luxembourg d'entamer les négociations d'adhésion avec la Pologne.                                               |
| 27 mars 1998        | Nomination par le gouvernement polonais d'une équipe de négociations.                                                                           |
| 31 mars 1998        | Début des négociations d'adhésion à Bruxelles.                                                                                                  |
| 23 juin 1998        | Adoption par le Gouvernement de la République de Pologne de la première édition du Programme national de préparation à l'adhésion à l'UE.       |
| 4 mai 1999          | Adoption de la première modification du Programme national de préparation à l'adhésion à l'UE.                                                  |
| 14-15 décembre 2001 | Adoption de la déclaration sur l'avenir des énergies renouvelables dans l'UE de Laeken en Belgique.                                             |
| 13 décembre 2002    | Conclusion des négociations d'adhésion lors du sommet de Copenhague.                                                                            |
| 19 mars 2003        | Le Parlement européen vote le rapport de la Commission concernant l'élargissement de l'UE en 2004.                                              |
| 9 avril 2003        | Le Parlement européen approuve l'adhésion de 10 nouveaux membres à l'UE, y compris la Pologne.                                                  |
| 14 avril 2003       | Le Conseil de l'Union européenne s'engage à l'adhésion des 10 nouveaux membres à l'UE, y compris la Pologne.                                    |
| 16 avril 2003       | Signature du traité d'adhésion à Athènes par la Pologne et 9 autres pays.                                                                       |
| 7-8 juin 2003       | Référendum en Pologne sur l’adhésion à l'Union européenne et la ratification du traité d'Athènes.                                               |
| 13-15 avril 2003    | Audition des commissaires des 10 pays adhérant à l'UE - la Pologne a pour commissaire Danuta Hübner.                                            |
| 1er mai 2004        | Entrée en vigueur du traité d'adhésion : élargissement de l'UE à 10 nouveaux pays, dont la Pologne.                                             |

## Détail du processus de négociations
Le pays fait partie du groupe de Luxembourg, par conséquent, les négociations ont commencé le 31 mars 1998 et se sont clôturées définitivement en décembre 2002 pour les dix pays de l'élargissement de 2004,.
| Chapitres de l'acquis                                               | Évaluation initiale de la Commission | Ouverture du chapitre | Clôture du chapitre, |
| ------------------------------------------------------------------- | ------------------------------------ | --------------------- | -------------------- |
| 1. Libre circulation des biens                                      | –                                    | juin 1999             | mars 2001            |
| 2. Libre circulation des personnes                                  | –                                    | mai 2000              | décembre 2001        |
| 3. Libre prestation de services                                     | –                                    | juillet 1999          | novembre 2000        |
| 4. Libre circulation des capitaux                                   | –                                    | automne 1999          | mars 2002            |
| 5. Droit des sociétés                                               | –                                    | décembre 1998         | décembre 2001        |
| 6. Politique de la concurrence                                      | –                                    | mai 1999              | décembre 2002        |
| 7. Agriculture                                                      | –                                    | juin 2000             | décembre 2002        |
| 8. Pêche                                                            | –                                    | avril 1999            | juin 2002            |
| 9. Politique des transports                                         | –                                    | novembre 1999         | juin 2002            |
| 10. Fiscalité                                                       | –                                    | novembre 1999         | mars 2002            |
| 11. Union économique et monétaire                                   | –                                    | 1er semestre 1999     | fin 1999             |
| 12. Statistiques                                                    | –                                    | mars 1999             | juin 1999            |
| 13. Politique sociale et emploi                                     | –                                    | septembre 1999        | mars 2001            |
| 14. Énergie                                                         | –                                    | 2e semestre 1999      | 2e semestre 2001     |
| 15. Politique industrielle                                          | –                                    | 2e semestre 1998      | 1er semestre 1999    |
| 16. Petites et moyennes entreprises                                 | –                                    | octobre 1998          | novembre 1998        |
| 17. Science et recherche                                            | –                                    | 2e semestre 1998      | octobre 1998         |
| 18. Éducation et formation                                          | –                                    | 2e semestre 1998      | octobre 1998         |
| 19. Télécommunications et technologies de l'information             | –                                    | octobre 1998          | mai 1999             |
| 20. Culture et politique audiovisuelle                              | –                                    | novembre 1998         | décembre 2000        |
| 21. Politique régionale et coordination des instruments structurels | –                                    | avril 2000            | octobre 2002         |
| 22. Environnement                                                   | –                                    | décembre 1999         | octobre 2001         |
| 23. Consommateurs et protection de la santé                         | –                                    | avril 1999            | mai 1999             |
| 24. Justice et affaires intérieures                                 | –                                    | mai 2000              | juillet 2002         |
| 25. Union douanière                                                 | –                                    | mai 1999              | 1er semestre 2001    |
| 26. Relations extérieures                                           | –                                    | 1er semestre 1999     | 2e semestre 1999     |
| 27. Politique étrangère et de sécurité commune (PESC)               | –                                    | 1er semestre 1998     | 1er semestre 2000    |
| 28. Contrôle financier                                              | –                                    | 1er semestre 2000     | 1er semestre 2000    |
| 29. Dispositions financières et budgétaires                         | –                                    | 1er semestre 2000     | décembre 2002        |
| 30. Institutions                                                    | –                                    | 1er semestre 2002     | décembre 2002        |
| 31. Autres                                                          | –                                    | –                     | –                    |
| Progression                                                         |                                      | 30 sur 30             | 30 sur 30            |

## Questions liées à l'adhésion polonaise

### Raisons du rapprochement

#### Raison politico-identitaire
Jan Kułakowski, journaliste, militant politique et syndical, premier ambassadeur de Pologne auprès de l'UE, écrivit : « la Pologne, au même titre que les autres pays d'Europe centrale et orientale, a toujours fait partie de la famille des nations européennes. C'est pourquoi nous parlons aujourd'hui plus volontiers d'un « retour à l'Europe », en nous référant aux structures et aux institutions européennes, à la création desquelles nous n'avons malheureusement pas pu participer. Cela signifie pour nous avant tout la possibilité de contribuer à l'histoire, à la culture et aux valeurs communes de notre continent ». La Pologne, selon Kułakowski, aurait subi le communisme lequel serait un « système politique étranger à l'identité polonaise ».

#### Raison économique
La Pologne faisait auparavant partie du CAEM (ou COMECON), l'organisation économique concurrente pour les pays du bloc communiste. Or, à la chute du bloc, les clients traditionnels de la Pologne ont disparu ce qui a entrainé des problèmes économiques dans le pays. Les entreprises, jusqu'alors isolé du milieu concurrentiel occidental, se retrouvaient dans la nécessité de se restructurer d'où la nécessité de faire appel aux investissements étrangers.

### Problématiques

#### Corruption
La corruption était l'un des problèmes majeurs de l'adhésion puisqu'en Pologne celle-ci s'étend au-delà du système judiciaire.

#### Fonction publique
L'un des problèmes soulevés étaient le faible nombre de fonctionnaires dont le nombre était insuffisant pour assurer l'émergence d'une fonction publique indépendante, stable et compétente.
En effet, l'adoption de l'acquis communautaire passe par la mise en vigueur de nouvelles normes alors que l'encombrement du Sejm est important. En juillet 1999, une loi introduit la professionnalisation des cadres afin de les rendre indépendant vis-à-vis de l'aléa politique. Cependant la différence entre les bas salaires de la fonction publique et ceux plus élevé du privé entraine le départ des salariés du premier vers le second ce qui, malgré les progrès fait en ce domaine, nuit aux réformes engagées.

#### Acquisition de terrains par les étrangers
L'une des difficultés rencontrées est celle liée à la « libre circulation des marchandises » et à l'acquisition de terrains par les étrangers. En effet, ceux-ci devaient obtenir au préalable une autorisation du ministère de l'Intérieur. D'après Yves Zlotowski, les craintes quant à la vente de terres aux étrangers étaient principalement localisées à l'ouest, dans les territoires recouvrés en 1945 près de la frontière allemande.

## Sondage d'opinion

### Position des partis politiques
| Parti                              | Oui  | Non  | Difficulté |
| ---------------------------------- | ---- | ---- | ---------- |
| Union pour la liberté              | 94 % | 1 %  | 5 %        |
| Alliance électorale Solidarité     | 74 % | 15 % | 11 %       |
| Alliance de la gauche démocratique | 56 % | 32 % | 12 %       |
| Parti paysan polonais              | 39 % | 40 % | 21 %       |

### Évolution de l'opinion publique
Le tableau suivant présente les résultats de sondages effectués par le Centrum Badania Opinii Społeczne lors desquels la question posée était :
| Date           | Oui  | Non  | Incertain |
| -------------- | ---- | ---- | --------- |
| 1994           | 78 % | 4 %  | 18 %      |
| Mai 1995       | 71 % | 9 %  | 20 %      |
| Mai 1996       | 81 % | 8 %  | 11 %      |
| Mars 1997      | 72 % | 12 % | 16 %      |
| Avril 1997     | 72 % | 11 % | 17 %      |
| Juillet 1997   | 72 % | 12 % | 16 %      |
| Mai 1998       | 65 % | 20 % | 15 %      |
| Août 1998      | 61 % | 20 % | 19 %      |
| Décembre 1998  | 62 % | 20 % | 18 %      |
| Janvier 1999   | 64 % | ? %  | ? %       |
| Mai 1999       | 56 % | 25 % | 19 %      |
| Juin 1999      | 55 % | 26 % | ? %       |
| Novembre 1999  | 59 % | 26 % | 15 %      |
| Février 2000   | 54 % | 26 % | 20 %      |
| Mai 2000       | 60 % | 24 % | 16 %      |
| Septembre 2000 | 54 % | 26 % | 20 %      |
| Mars 2001      | 54 % | 29 % | 17 %      |
| Mars 2002      | 66 % | 25 % | 9 %       |
| Mai 2002       | 75 % | 19 % | 6 %       |
| Juillet 2002   | 67 % | 23 % | 10 %      |
| Octobre 2002   | 72 % | 20 % | 8 %       |
| Avril 2003     | 68 % | 22 % | 10 %      |